# More ABBA Gold: More ABBA Hits
More ABBA Gold: More ABBA Hits é um álbum de coletânea dos maiores sucessos do grupo sueco ABBA, servindo como uma continuação do álbum ABBA Gold: Greatest Hits. Foi lançado em 24 de Maio de 1993 e passou a vender 3 milhões de cópias.
Embora Gold: Greatest Hits tenha apresentado 19 dos maiores e mais reconhecidos hits do grupo, isso deixou de fora outros hits internacionais consideráveis, como "Summer Night City", "I Do, I Do, I Do, I Do, I Do" e "Angeleyes". Eles foram incluídos aqui, bem como alguns dos hits menos conhecidos do ABBA desde o momento em que sua popularidade estava em declínio, como "Head over Heels" e "The Day Before You Came". Também estão incluídas várias faixas dos B-sides e do álbum, além de uma faixa inédita; "I Am the City", que remonta às sessões finais de gravação do ABBA em 1982.
Mais ABBA Gold: More ABBA Hits foi relançado e remasterizado digitalmente em 1999 e reeditado em 2008 para coincidir com o lançamento do filme Mamma Mia!.

## Faixas
1. "Summer Night City" – 3:28
2. "Angeleyes" – 4:16
3. "The Day Before You Came" – 5:47
4. "Eagle" – 4:23
5. "I Do, I Do, I Do, I Do, I Do" (Anderson, Andersson, Ulvaeus) – 3:16
6. "So Long" – 3:06
7. "Honey, Honey" (Anderson, Andersson, Ulvaeus) – 2:53
8. "The Visitors" – 4:27
9. "Our Last Summer" – 4:19
10. "On and On and On" – 3:38
11. "Ring Ring" (Anderson, Andersson, Ulvaeus, Neil Sedaka & Phil Cody) – 3:00
12. "I Wonder (Departure)" (Anderson, Andersson, Ulvaeus) – 4:34
13. "Lovelight" – 3:18
14. "Head Over Heels" – 3:45
15. "When I Kissed the Teacher" – 3:00
16. "I Am the City" – 4:00
17. "Cassandra" – 4:50
18. "Under Attack" – 3:44
19. "When All Is Said and Done" – 3:16
20. "The Way Old Friends Do" – 2:52

1. ↑  Eder, Bruce. «"More ABBA Gold: More ABBA Hits"» (em inglês). AllMusic. Consultado em 3 de Outubro de 2018